# Instytut Myśli Politycznej im. Gabriela Narutowicza
Instytut Myśli Politycznej im. Gabriela Narutowicza, nazwa skrócona Instytut Narutowicza (d. Instytut Dziedzictwa Myśli Narodowej im. Romana Dmowskiego i Ignacego Jana Paderewskiego) – państwowa instytucja kultury działająca w obszarze historii i dziedzictwa Polski, w tym w szczególności dorobku polskiej myśli społeczno-politycznej.

## Działalność

### Instytut Dziedzictwa Myśli Narodowej im. Romana Dmowskiego i Ignacego Jana Paderewskiego (2020–2024)
Utworzenie Instytutu dedykowanego studiom nad dziedzictwem myśli narodowej oraz chrześcijańsko-demokratycznej, któremu patronować będą Roman Dmowski oraz Ignacy Jan Paderewski, minister Gliński zapowiedział podczas konferencji prasowej 3 lutego 2020. Został on powołany 17 lutego 2020 przez ministra kultury i dziedzictwa narodowego Piotra Glińskiego. Do zakresu działalności Instytutu należało:
- realizacja polityki pamięci w zakresie historii i dziedzictwa Polski, w tym dorobku polskiej myśli społeczno-politycznej, ze szczególnym uwzględnieniem myśli narodowej, katolicko-społecznej i konserwatywnej;
- tworzenie podstaw naukowych dla rozwoju wiedzy o historii i dziedzictwie Polski, ze szczególnym uwzględnieniem polskiej myśli społeczno-politycznej;
- upowszechnianie wiedzy o historii i dziedzictwie Polski, ze szczególnym uwzględnieniem polskiej myśli społeczno-politycznej;
- prowadzenie badań nad historią i dziedzictwem Polski, ze szczególnym uwzględnieniem polskiej myśli społeczno-politycznej;
- inspirowanie, wspieranie i upowszechnianie zjawisk w nauce, kulturze i sztuce nawiązujących do dziedzictwa polskiej historii.

W 101. rocznicę podpisania Traktatu Wersalskiego Instytut zorganizował uroczystości w hołdzie jego polskich sygnatariuszy i swoich patronów – Romanowi Dmowskiemu oraz Ignacemu Janowi Paderewskiemu, w których udział wziął prezydent Andrzej Duda. Z okazji 100. rocznicy Bitwy Warszawskiej przygotował konferencję naukową poświęconą roli Kościoła oraz generałów Tadeusza Rozwadowskiego i Józefa Hallera, w której uczestniczył m.in. wicepremier Piotr Gliński, a także uroczystość oddania hołdu Rozwadowskiemu i Hallerowi pod okolicznościowymi tablicami pamiątkowymi. W sierpniu 2020 IDMN przeprowadził pod patronatem ministra edukacji narodowej Szkołę Letnią dedykowaną przyszłym i obecnym nauczycielom.
W latach 2020–2024 Rada Programowa IDMN posiadała następujący skład:
- prof. Stanisław Gebhardt – przewodniczący
- Marian Barański
- dr Ewa Katarzyna Czaczkowska
- Michał Drozdek
- prof. Marian Marek Drozdowski
- dr Aleksander Jabłoński
- Marek Jurek
- prof. Krzysztof Kawalec
- dr Wojciech Kozłowski
- prof. Zbigniew Krysiak
- dr Jolanta Niklewska
- prof. Janusz Odziemkowski
- prof. Mieczysław Ryba
- ks. dr hab. Robert Skrzypczak
- dr hab. Wojciech Turek[8][2]

W latach 2020–2024 funkcję dyrektora instytutu sprawował Jan Żaryn. Zastępcą dyrektora był prof. Paweł Skibiński. Od kwietnia 2024 p.o. dyrektora Instytutu jest dr hab. Adam Leszczyński. 

#### Nieprawidłowości w działalności instytutu
Raport Najwyższej Izby Kontroli opublikowany w maju 2024 r. stwierdził nieprawidłowości w wydatkowaniu środków Funduszu Patriotycznego, którego operatorem był Instytut Dmowskiego. Dotacje przyznawane były z naruszeniem zasad, faworyzując organizacje narodowo-katolickie (w tym celu zmieniano punktację, dokonywano korekty wniosków). Według raportu były dyrektor tej instytucji Jan Żaryn część środków rozdał samodzielnie bez żadnego uzasadnienia. Ogółem w ciągu trzech lat przyznano w ten sposób 74 mln złotych, w tym 40 mln na zakup nieruchomości.

### Instytut Myśli Politycznej im. Gabriela Narutowicza (od 2024)
W 2024 Minister Kultury i Dziedzictwa Narodowego Bartłomiej Sienkiewicz zapowiedział także zmianę formuły instytutu, który ma zająć się badaniem i monitorowaniem politycznych ekstremizmów, a za nowego patrona przyjąć Gabriela Narutowicza. W czerwcu 2024 decyzją Ministra Kultury i Dziedzictwa Narodowego Hanny Wróblewskiej instytut zmienił nazwę oraz otrzymał nowy statut. Do zakresu działalności Instytutu należy:
- realizacja polityki pamięci w zakresie historii i dziedzictwa Polski, w tym w szczególności dorobku polskiej myśli społeczno-politycznej;
- tworzenie podstaw naukowych dla rozwoju wiedzy o historii i dziedzictwie Polski, ze szczególnym uwzględnieniem polskiej myśli społeczno-politycznej;
- upowszechnianie wiedzy o historii i dziedzictwie Polski, ze szczególnym uwzględnieniem polskiej myśli społeczno-politycznej
- prowadzenie badań nad historią i dziedzictwem Polski, ze szczególnym uwzględnieniem polskiej myśli społeczno-politycznej;
- inspirowanie, wspieranie i upowszechnianie zjawisk w nauce, kulturze i sztuce nawiązujących do dziedzictwa polskiej historii.